# The Woman's World
The Woman's World est un magazine féminin victorien publié par Cassell and Company entre 1886 et 1890, édité par Oscar Wilde entre 1887 et 1889, puis par Ella Hepworth Dixon.

## Histoire
À la fin du XIXe siècle, le marché des périodiques se développe et l'intérêt des femmes, qui ont toujours constitué la plus grande partie du marché de la fiction, augmente. En octobre 1886, Cassell and Co. lance un nouveau magazine The Lady's World, destiné à séduire un lectorat de classe moyenne.
La revue se concentre sur la mode et les tendances de la haute société. Impressionné par le journalisme d'Oscar Wilde pour la Pall Mall Gazette, Wemyss Reid, directeur général de Cassell & Co., lui adresse un courrier en avril 1887, accompagné de plusieurs exemplaires du magazine. L'écrivain irlandais lui répond avec intérêt tout en suggérant des changements possibles du format. En mai 1887, il signe un contrat de rédacteur en chef pour un salaire hebdomadaire de 6 £ et une présence de deux matins par semaine.
Le premier numéro de The Woman's World est édité en novembre 1887. Une nouvelle conception de la couverture met en évidence le nom d'Oscar Wilde associé aux principaux contributeurs énumérés en dessous. Contrairement à la convention, chaque article est attribué à son auteur par son nom. Le nombre de pages augmente de trente-six à quarante-huit et la mode est reléguée dans les dernières pages, au profit de la littérature, l'art, les voyages et les études sociales.
L'auteur se lasse rapidement de son engagement éditorial et échoue régulièrement à se présenter au travail ou à assister à des réunions avec les éditeurs. Dès 1888, il délaisse progressivement ses fonctions au profit d'Ella Hepworth Dixon, dont il apprécie le travail. En 1894, l'auteure et éditrice britannique devient l'une des pionnières du mouvement féministe New Woman, à la suite de la publication de son second roman The Story of a Modern Woman.
The Woman's World ne se relève cependant pas du départ d'Oscar Wilde et cesse d'être publié en 1890.

## Ligne éditoriale
Dans un premier temps, Oscar Wilde persuade Cassel and Co. de modifier le titre de presse initial pour The Woman's World. Ce changement implique une ligne éditoriale davantage dirigée vers une classe émergente de femmes instruites, reflétant ainsi leur changement de place dans la société. Pour Oscar Wilde, la revue doit être pensée comme « le premier magazine social pour les femmes ». Le magazine continue de publier des articles sur les tendances de la haute société et de la mode, mais avec une orientation plus artistique.
Dans Oscar Wilde as editor, un article qu'il écrit pour Harper's Weekly en 1913, Arthur Fish, le jeune homme nommé par Cassell and Company comme sous-éditeur de Wilde, insiste sur le mot d'ordre de The Woman's World dicté par l'auteur irlandais : « le droit de la femme à l'égalité de traitement avec l'homme ». Arthur Fish a également témoigné que plusieurs des articles sur « le travail des femmes et leur position en politique étaient bien plus en avance que la pensée de l'époque. ».
Pour Stephen Calloway et David Colvin, auteurs et biographes contemporains de l'œuvre d'Oscar Wilde, le choix de The Woman's World permettait de gommer un «snobisme bas-bourgeois» et de refléter ses vues avancées sur l'émancipation féminine. Le changement de titre fait partie d'une stratégie plus large consistant à se concentrer davantage sur ce que les femmes "pensent et ressentent" et non pas exclusivement sur ce qu'elles portent.
Le nouveau rédacteur, milite pour une autonomie totale des femmes dans la société patriarcale victorienne. Il partage également l'opposition de sa mère à l'écriture genrée. Une résistance qu'elle avait exprimée en termes directs pour The Nation, journal dans lequel elle était responsable de la Woman’s page,.

## Engagement politique
Oscar Wilde s'attaque de front à la question controversée de la politique et exprime sans équivoque son soutien à une plus grande participation des femmes. Passant en revue le darwinisme et la politique de David Ritchie en mai 1889, il salue la thèse du sociologue et philosophe anglais Herbert Spencer selon laquelle, si les femmes étaient admises dans la vie politique, elles pourraient notamment introduire l'éthique de la famille dans les affaires de l'État. Il commande des articles sur la campagne pour le droit de vote des femmes et soutient Lady Margaret Sandhurst dans sa candidature au City Council de Londres, en publiant intégralement l'un de ses discours.

## Littérature

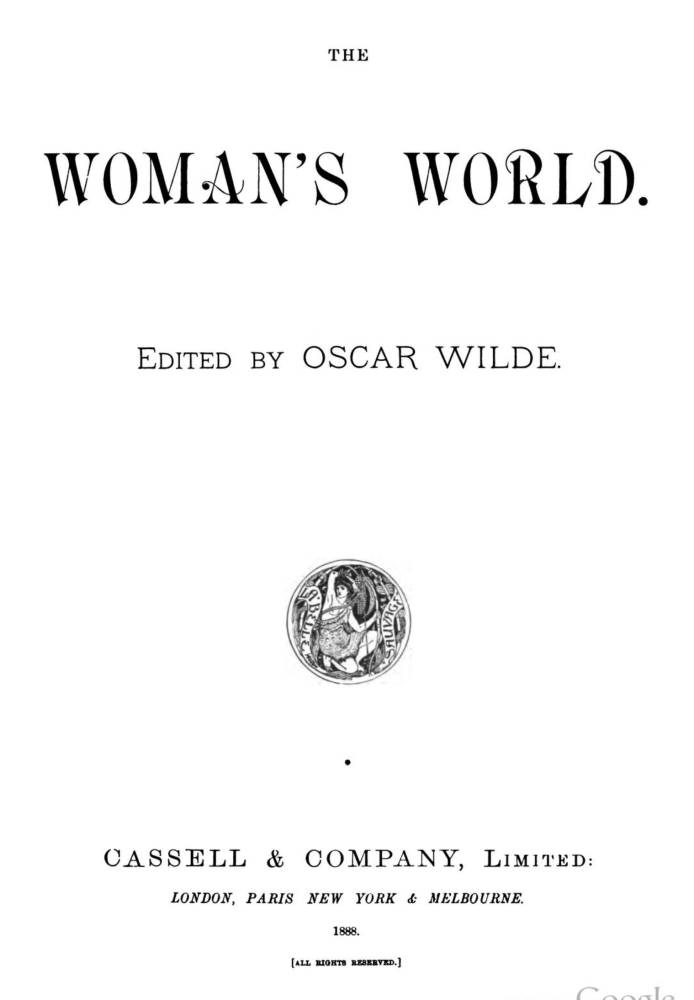
Première page du volume The Woman's World, édité par Oscar Wilde et publié par Cassell & Co en 1888.

La littérature constitue un élément clé de The Woman's World. Oscar Wilde passe commande de nouvelles fictions d'écrivaines émergentes ou établies, telle Amy Levy ou Rosamund Marriott Watson. Il soutient également la publication d'œuvres plus engagées comme les textes de la militante politique et féministe Olive Schreiner,.

## Contributeurs
La présence d'Oscar Wilde et le réseau de son amie Lady Mary Jeune, permettent d'attirer les contributions d'écrivains et écrivaines renommés, tout comme de personnalités telles que Elisabeth de Wied, alors reine de Roumanie, la Princesse Helena , Eveline, comtesse de Portsmouth, Laura McLaren, fondatrice de l'Union libérale pour le suffrage féminin, la poétesse et philanthrope Emily Jane Pfeiffer, ou l'auteure britannique Marie Corelli. La Reine Victoria est à son tour sollicitée pour la publication de ses poèmes, mais décline la proposition. La comédienne française Sarah Bernhardt rédige l'essai L'histoire de ma robe de thé, après qu'Oscar Wilde lui offre un article en son nom sur sa tournée américaine. L'artiste anglais Charles Ricketts est également un contributeur régulier du magazine.
Oscar Wilde est lui principalement responsable d'une colonne de notes littéraires et des réponses adressées aux lecteurs. Il est alors confronté aux défenseurs de la cause animale qui s'opposent à sa promotion du « port des animaux morts » dans les articles sur la mode. Dans ses Notes littéraires et autres, il témoigne d'un soutien sans équivoque à une plus grande participation des femmes à la vie publique et milite pour un accès à l'éducation et aux professions : « La culture de différentes sortes, vertus et d'idéaux entre les hommes et les femmes a conduit à un tissu social plus malsain que nécessaire».
Plusieurs articles de The Woman's World ont attiré l'attention sur le fléau de la pauvreté qui affligeait les femmes et leurs enfants. Dans plusieurs cas, les auteurs de ces articles ont proposé des solutions allant bien au-delà des œuvres de bienfaisance habituellement inefficaces. Dans Something About Needlewomen, publié en mai 1888, la syndicaliste Clementina Black, qui a contribué à la création de la Women's Trade Union Association (en) (Association syndicale des femmes), souligne le sort des femmes pauvres qui ne peuvent pas gagner leur vie grâce au travail à la pièce et les encourage à se regrouper en coopératives. En juillet 1888, dans une des nombreuses rubriques consacrées aux Irlandaises, la journaliste irlandaise Charlotte O'Conor Eccles (en) évoque les conditions alarmantes des tisserandes de Dublin et insiste sur le fait que leur pauvreté devrait être atténuée par l'éducation et la formation. Emily Faithfull, membre de la Society for Promoting the Employment of Women (Société pour la promotion de l'emploi des femmes), écrit sur le devoir d'enseigner aux jeunes filles un métier.

## Réception
Dès la publication du premier numéro, la revue concurrente Queen témoigne de l'apparence améliorée et de l'éventail impressionnant de contributeurs affiliés à The Woman's World. Pour The Spectator, ce changement marque une avancée importante pour la presse féminine. Qualifiant les articles d'« extrêmement brillants et utiles », The Irish Times rapporte comment le soir du lancement, les gens impatients ne pouvaient se résoudre à patienter entre le samedi et le lundi pour se procurer un exemplaire. The Englishwoman's Review, l'organe du mouvement des suffragettes en Grande-Bretagne, constitue peut-être la réaction la plus significative de toutes. Tout en s'abstenant de faire ouvertement l'éloge du magazine, la revue diffuse des notices attirant l'attention des lecteurs sur les articles plus progressistes.